# Lohmann (historisch fietsmerk)

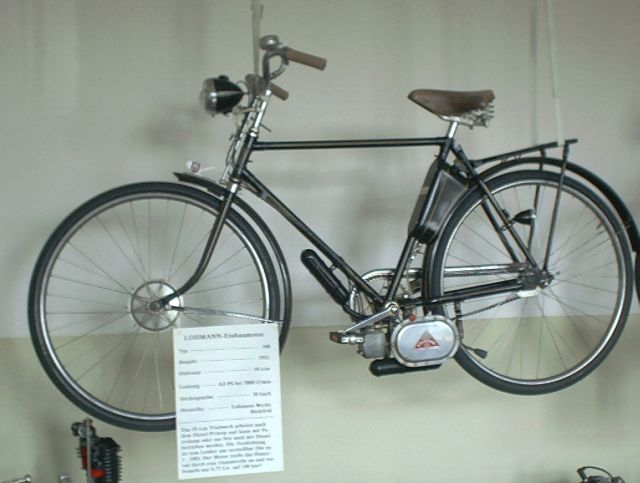
Het Lohmann-dieselblokje kon op elke fiets gemonteerd worden

Lohmann is een Duits bedrijf dat bekend werd met clip-on motoren.
Lohmann produceerde vooral fietsonderdelen (waaronder verlichting, dynamo’s en zadels). Vlak na de Tweede Wereldoorlog ontwikkelde het bedrijf een 18cc clip-on motor. In West-Duitsland mochten toen geen motorfietsen met meer dan 60cc cilinderinhoud gebouwd worden. 
Deze motor werkte volgens het tweetaktmotor principe op dieselolie, maar doordat de compressieverhouding via de cilinderbus vanaf het stuur gewijzigd kon worden liep hij meestal op een mengsel van benzine, petroleum en smeerolie. Het nieuwere petroleum in de winkels heeft een te hoog brandpunt en zorgt ervoor dat de motor slecht aanslaat. Petroleum van het tankstation doet het prima en een mengverhouding van 1:40 (petroleum: tweetaktolie) is met de huidige olie geen enkel probleem. Met de juiste handelingen aan het stuur moet de motor, zomer of winter, binnen 10 meter aan kunnen slaan.
Het verbruik was 1 liter op 125km en de topsnelheid varieerde van 8 tot 32 km/uur afhankelijk van de wind en/of de helling. Er kwam ook nog een 23 cc-uitvoering, maar het merk verdween toen de Duitse economie aantrok en bromfietsen populair werden.
De eerste Lohmann-diesels hadden als uitlaat een metalen plaat die met twee veren tegen de cilinder gedrukt werd. Dat leverde kabaal op, waardoor het blokje in Duitsland “Nervensäge” genoemd werd. In Spanje werd de Lohmann in licentie gebouwd als Hispania Lohmann. Het bedrijf Lohmann maakt tegenwoordig zonnebanken. 